# Lyssomanes flagellum
Lyssomanes flagellum là một loài nhện trong họ Salticidae.
Loài này thuộc chi Lyssomanes. Lyssomanes flagellum được Otto Kraus miêu tả năm 1955.